# Wiadomości
Wiadomości (v českém překladu Zprávy) byly hlavní zpravodajský pořad na TVP 1 a TVP Polonia. Byly vysílány každý den v 19:30 a každých 5-10 minut během dne. Tento pořad vytvořený v roce 1989 nahradil tehdejší Dziennik Telewizyjny (česky: Televizní deník). Šlo o jeden z nejsledovanějších zpravodajských pořadů v Polsku. V roce 2010 jej sledovalo  4.3 miliony lidí[zdroj?]. 21. prosince 2023 byly nahrazeny informačním programem "19.30". 

## Moderátoři

### Hlavní relace
- Krzysztof Ziemiec (2004-2006, 2009-2019)
- Danuta Holecka (1997, 2003-2004, 2010, 2016-2023)
- Michał Adamczyk (2004-2005, 2011-2012, 2016-2023)
- Edyta Lewandowska (2019-2023)

### Jiné relace
- Antoni Trzmiel (2016-2023)
- Katarzyna Trzaskalska (2017-2023)
- Agnieszka Oszczyk (2017-2023)